# Immunodiffusion radiale
L'Immunodiffusion radiale, appelée aussi technique de Mancini, consiste à incorporer un antisérum spécifique et à y déposer l'antigène (les protéines). À l'équilibre, un anneau de précipitation se forme, ce qui signale la présence de cette protéine. Puis on la dose par différentes méthodes[Lesquelles ?].